# 耘耕縣
耘耕县（越南语：／），又譯“雲耕縣”，是越南平定省下辖的一个县。面积797平方千米，2018年总人口115160人。

## 地理
耘耕县北接西山县和安仁市社，南接富安省同春县和虬江市社，东接归仁市和绥福县，西接嘉莱省公则若县。

## 历史
2002年4月19日，耕顺社和耕合社析置耘耕市镇。

## 行政区划
耘耕县下辖1市镇6社，县莅耘耕市镇。
- 耘耕市镇（Thị trấn Vân Canh）
- 耕显社（Xã Canh Hiển）
- 耕合社（Xã Canh Hiệp）
- 耕和社（Xã Canh Hòa）
- 耕连社（Xã Canh Liên）
- 耕顺社（Xã Canh Thuận）
- 耕荣社（Xã Canh Vinh）